# Retssikkerhedsloven
Retssikkerhedsloven (egentlig lov om retssikkerhed ved forvaltningens anvendelse af tvangsindgreb og oplysningspligter) kaldes også tvangsindgrebsloven.
Den gældende version af retssikkerhedsloven er nr. 1121 af 12/11/2019.
Retssikkerhedsloven indeholder syv kapitler.
Kapitel 1 definerer lovens anvendelsesområde som tvangsindgreb, som den offentlige forvaltning foretager uden for strafferetsplejen, altså undersøgelse af hus, breve eller andre beslaglagte genstande.
Loven fastsætter en pligt for borgeren til at give den offentlige forvaltning oplysninger i en sag.
Kapitel 2 fastslår, at tvangsindgreb skal opfylde proportionalitetsprincippet. Desuden skal tvangsindgreb følge de relevante bestemmelser i forvaltningsloven.
Ved tvangsindgreb skal myndighedens ansatte forevise legitimation, jf. lovens § 6.
Ifølge lovens § 8 skal myndigheden udarbejde en rapport, hvis myndigheden har tilsidesat lovgivning ved tvangsindgrebet.
Kapitel 3 vedrører det tilfælde, at der er mistanke om, at en person har gjort noget strafbart, kan tvangsindgreb ske efter regler i retsplejeloven om strafferetspleje.
Ifølge kapitel 4 har den mistænkte person ret til ikke at inkriminere sig selv; det vil sige, at en mistænkt person ikke har pligt til at sige noget, som er til ugunst for den mistænkte. Selvinkrimineringsforbuddet er også omfattet af EMRK artikel 6 om ret til retfærdig rettergang.
Kapitlerne 5 og 6 udelades.
Kapitel 7 handler om lovens ikrafttræden.